# Костюшковичский сельсовет
Костюшковичский сельсовет — административная единица на территории Кричевского района Могилёвской области Белоруссии. Административный центр — агрогородок Костюшковичи.

## История
23 ноября 2013 года населённые пункты посёлки Дубовский, Клиновский, Ореховский, Подьелецкий, Сосновский, деревни Дарливое, Комаровка из Костюшковичского сельсовета переданы в состав Лобковичского сельсовета.

## Состав
Костюшковичский сельсовет включает 24 населённых пункта:
- Волчас — деревня.
- Грушево — посёлок.
- Гуркова Нива — деревня.
- Долгий Лог — посёлок.
- Дорогая — деревня.
- Дубовский — посёлок.
- Залесовичи — деревня.
- Калинино — деревня.
- Клиновский — посёлок.
- Костюшковичи — агрогородок.
- Лущевинка — деревня.
- Маковье — деревня.
- Мальковка — деревня.
- Новики — деревня.
- Ореховский — посёлок.
- Перво-Кричевский — посёлок.
- Поклады — деревня.
- Прыговка — деревня.
- Пушкари — посёлок.
- Свадковичи — деревня.
- Сечихи — деревня.
- Сокольничи — деревня.
- Сосновский — посёлок.
- Хатиловичи — деревня.

Упразднённые населённые пункты на территории сельсовета:
- Коханов — посёлок